# Barcusium

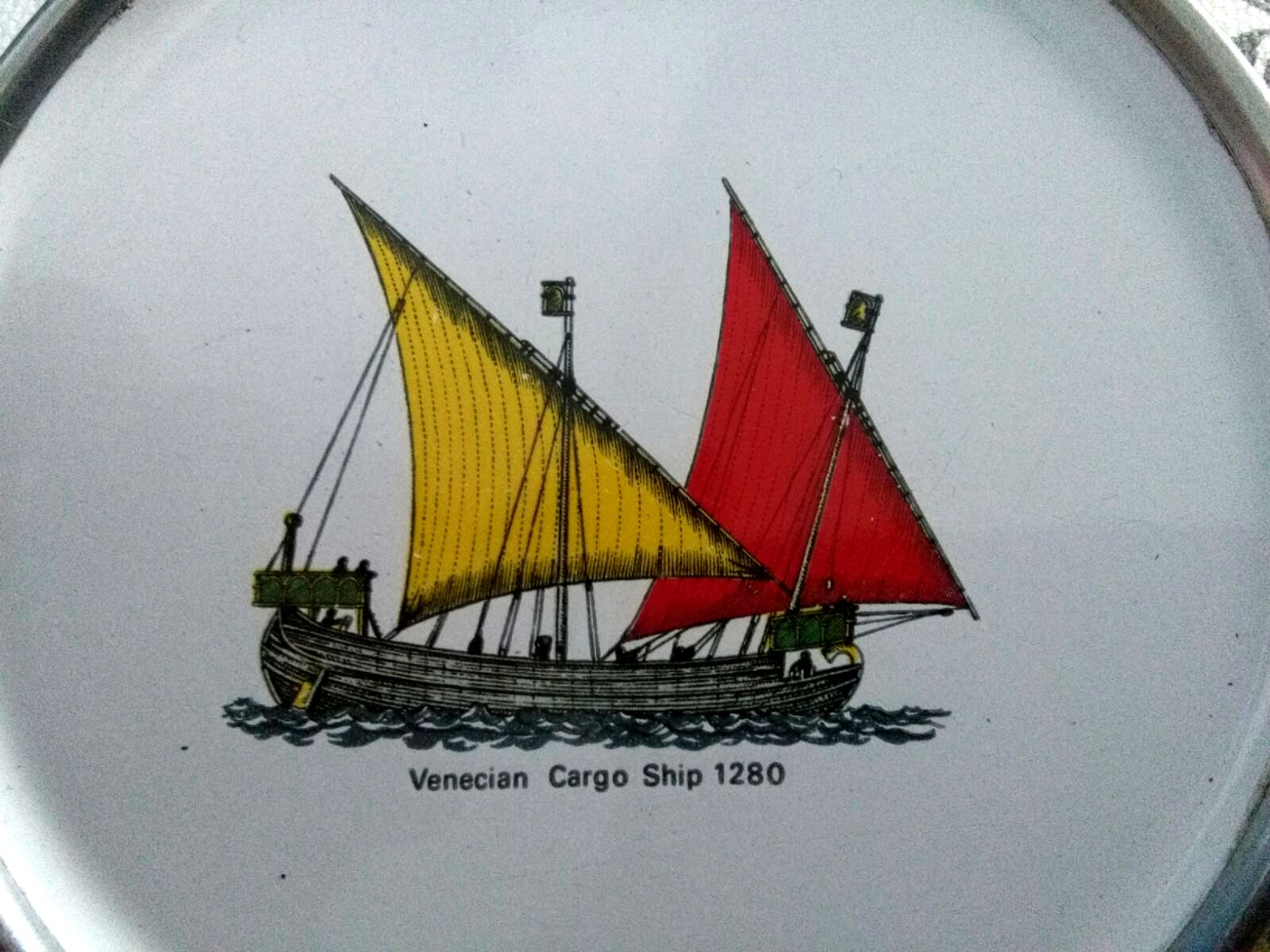
Barco veneciano de 1280 (parecido al Barcusium).

El “barcusium” (en latín), "barkuzij" (en croata) o “barcozi” (en italiano) fue una embarcación inventada y usada en Ragusa. En el siglo XV era muy parecido a una carabela latina o a una sagètia catalana. Se trataba de un barco de vela que arbolaba dos palos y tenía tres timones: dos de caja y uno de rueda.
El timón de roda o de codaste a veces denominado a la navarra o a la bayonesa en nuestras tierras, se designaba como “timón de Flandes” en el Adriàtico (Según el contrato de fabricación de un barcusium de 1449: “...tres themones, unum flandreum seu flamengum et duos latinos...”).
Hay ejemplos del uso de los barcozi en otras ciudades como la de Sibenik, bajo dominio veneciano: “Also the merchand navy of the town of Sibenik under Venice was excellent. The merchant ships were of various types and sizes, and their names were for example caravelles, karakes, navigi etc., but the must usual ones were the “barcozi”. They belonged to many shipowners, one of them usually being a mariner and ...”
- Traducción aproximada: La marina mercante de la ciudad de Sibenik, bajo dominio veneciano, fue excelente. Los barcos eran de muchos tipos: carabelas, carracas, navíos,...etc, pero los más habituales eran los “barcozi” . Pertenecían a muchos propietarios, uno de los cuales solía ser “marinero” (marinero en el sentido de “navegante” o “patrón” de la embarcación).

## Variantes del nombre
Cada variante permite una busca activa en Internet.
- Barcozij, Barkozija
- barchosum, barcoxium, barchossium, barcusium, barcussium
- barcosi, barcozi, barcozzi
  - En una única obra hay varias variantes de “barcozi”: Barchosius, barcosum, barcosus, barcusium, barcussius, ...

## Descripción según Benedetto Cotrugli

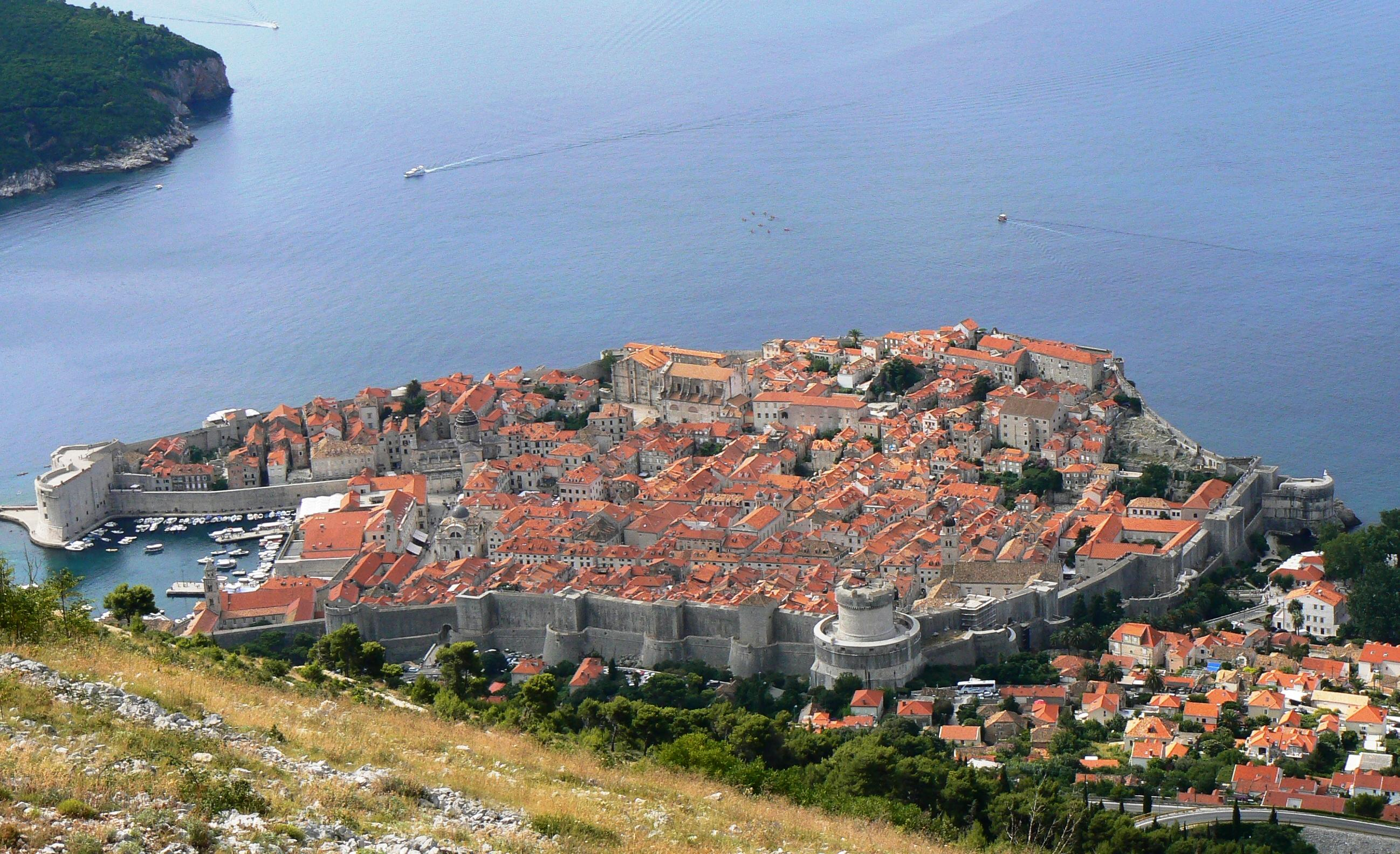
Vista de Dubrovnik desde un cerro cercano. En Ragusa se originaron los barcusium.

Benedetto Cotrugli escribió un libro de navegación que no se llegó a publicar y que se conserva en forma de manuscrito. Esta obra (“De navigatione”) ha sido transcrita y se puede consultar con facilidad. Se trata de un texto importante que detalla muchos aspectos de la navegación en época precolombina.
Entre otros tipos de barco Cotrugli describió las calaveras y los barcozi.
- Barcosi sonno altro galibo de navilii tagliati, le quali traheno multo a caravelle. Usanose multo in Schiavonia te potissime a Ragusi, te da quilli hebbeno lo origino; sonno gentil talglio de navilii te sonno talgliati te vanno molto del orça, te portano le vele alla latina te alcuni hanno meçana te alcuni none. Sueno sicurissimi navilii te portano tri timone come le marsiliane te usanose più de cento botte.
- Los “barcosi” son otro tipo de barcos esbeltos que se asemejan mucho a las carabelas . Se usan mucho en Eslovenia y, principalmente, en Ragusa de donde son originarios. Son un tipo de barco muy esbelto y “sonno tagliati” (tienen la sección maestra en forma de V y no en forma de Uno?) y ciñen mucho. Tienen vela latina y algunos vela de media (2 árboles o 3 árboles?) y otros no (1 o 2 árboles?). Son barcos muy seguros y tienen 3 timones como las marsellesas. Y hay de más de 100 botas.
  - NOTA: Sobre la traducción del término “tagliati”/”stellati”. Los barcos con buques “tagliatti” o “stellatti” tienen secciones con forma de V de más calado que los de sección en U.[2]

## Documentos
- 1272. Estatutos de Ragusa. Tipo de barcos mencionados: “...barcusium, ladia, condura, navis íleon lignum...” Los Estatutos de Ragusa hacían distinción entre “barcusius” y “barca” (lengua romana) y “ladia” (barca para la población eslava).[4]
- 1326. “...infra VIII días postquam barcusium Negoslavi de Pesangna applicuerit Venetias sub pena XX solidorum grossorum venetorum in penamos apthagi de misericordia...”[5]
- 1355. “...Etiam prese de molte barche @e barcozzi cono grande vergogna de veneziani...”[6]
- 1449. Contrato para la construcción de un “barcusium” a Fano, con capacidad para cien salmes de cereales. “...fabrefacere te componere in splagia sive riva civitatis Fani unum barcusium sive navigium capacitatis portate centum salmarium grane ad mensuram civitatis Fani...”. Archivado el 15 de septiembre de 2016 en Wayback Machine.
- 1454. Barcusium construido en Rumanía.[7]
- 1844. “...tre barcozzi di isolani di Brazza...”[8]
- 1849. Nombres de barcos en las leyes. Entre otros los "barcozzi".[9]